# Don’t Let Me Be the Last to Know
Don't Let Me Be the Last to Know – czwarty singel amerykańskiej piosenkarki Britney Spears z jej drugiego albumu Oops!... I Did It Again.

## Teledysk
Teledysk przedstawia Britney na plaży, odzianą w bikini i dżinsowe szorty. Reżyserem videoclipu jest Herb Ritts. Teledysk nakręcono na Key Biscayne we Florydzie. W videoclipie wokalistce towarzyszy francuski model Brice Durand.

## Notowania
| Notowanie                            | Pozycja |
| ------------------------------------ | ------- |
| Brazylia Singles Chart               | 5       |
| Austria Singles Chart                | 7       |
| Szwajcaria Singles Chart             | 9       |
| Argentyna Singles Chart              | 9       |
| United World Chart                   | 10      |
| Niemcy Singles Chart                 | 12      |
| Irlandia Singles Chart               | 12      |
| Szwecja Singles Chart                | 12      |
| Wielka Brytania Singles Chart        | 12      |
| RPA Singles Chart                    | 99      |
| USA Billboard Bubbling Under Hot 100 | 12      |
| Belgia Singles Chart                 | 13      |
| NiemcyTop 40                         | 16      |
| Finlandia Singles Chart              | 17      |
| Norwegia Singles Chart               | 20      |
| Francja Singles Chart                | 27      |
| Kanada Singles Chart                 | 34      |
| USA Billboard Top 40 Mainstream      | 36      |